# Пушкарьово 1-е
Пушкарьо́во 1-е (рос. Пушкарёво 1-е) — село у складі Слободо-Туринського району Свердловської області. Входить до складу Сладковського сільського поселення.
Населення — 114 осіб (2010, 191 у 2002).
Національний склад населення станом на 2002 рік: росіяни — 97 %.